# Oddermose (Stege Sogn)
 For alternative betydninger, se Oddermose. (Se også artikler, som begynder med Oddermose)
Oddermose og Oddermose Strand er et område ved Hjelm Bugt på Møn, syd for Stege Nor.

## Historie
Den ældste bebyggelse ved Oddermose er den firlængede Strandskovgaard (matrikuleret under Bissinge, Stege jorder ) som stammer fra slutningen af 1700-tallet og har været ejet af den mønske slægt Strandskov.
I 1876 blev der opført et 900 meter langt dige langs kysten mellem mosen og Oddermose Strand. Diget blev opført efter at området var blevet oversvømmet ved stormfloden i 1872 . Dette dige betød sammen med dræn og pumpestation at det lavtliggende landskab bag stranden udviklede sig til engarealer.
I 1965 blev et lille stykke af Standskov ved nedgangen til stranden fredet, og i slutningen af 1960'erne blev 46 sommerhusgrunde udstykket bag Oddermose Strands skrænter og på kanten af engarealerne. Diget blev i 1993 forstærket med granitsten for at kunne modstå storme.[kilde mangler] 
Natten til den 21. oktober 2023 blev det 3 meter høje dige gennembrudt af stormfloden, der pressede vandmasserne mod nord og vest.  Vandstanden steg på 30 minutter fra 0 til 2 m, hvilket kaldes en +100 års hændelse. Da diget bristede, og mose og enge fyldtes med vand, blev 12 sommerhuse oversvømmet af vandmasserne.
I 2024 dokumenterede TV2Øst stedets historie. 
- Bølger mod diget på Oddermose strand 20. oktober 2023
- Oddermose og Oddermose strand 21. oktober 2023. Ved nattens digebrud blev eng og mose og 12 sommerhuse oversvømmet
- De tidligere inddæmmede enge i Oddermose blev oversvømmet ved stormfloden i oktober 2023